# Iberdrola
Iberdrola (IBEX 35) és una empresa amb seu a Bilbao que genera, distribueix i comercialitza electricitat i gas natural. Opera en 28 països i compta amb 16 milions de clients. Té també interessos en el camp de les telecomunicacions. El 2023 era la primera companyia elèctrica d'Espanya, amb una quota de mercat del 33,6%.
A gener del 2024, els seus principals accionistes eren l'Autoritat d'Inversions de Qatar, BlackRock i el Banc Central de Noruega, amb un 8,69%, un 5,29% i un 3,65% del capital social, respectivament.

## Història
Iberdrola va néixer l'1 de novembre de 1992 com a resultat de la fusió d'Hidroelèctrica Espanyola i Iberduero. Hidroelèctrica Espanyola (també coneguda com a Hidrola) va ser fundada el 1907. Iberduero va néixer el 1944 de la fusió d'Hidroelèctrica Ibèrica (fundada el 1901) i Saltos del Duero. En aquest projecte va tenir un paper destacat l'empresari bilbaí Horacio Echevarrieta.
Iberdrola ha fet front a diversos intents de fusió i ha realitzat altres adquisicions:
- Intent de fusió d'Iberdrola i Repsol el 1997. No va quallar per la falta d'acord entre les dues companyies.
- Intent de fusió d'Iberdrola i Repsol el 1999. No es va tancar per la negativa de La Caixa (principal accionista de Repsol)
- Intent de fusió d'Iberdrola i Endesa el 2000, que va ser abandonat per les condicions imposades pel Govern de José María Aznar.
- Intent d'OPA hostil de Gas Natural sobre Iberdrola el 2003, frenat pel veto de la Comissió Nacional de l'Energia (CNE).
- Adquisició de Scottish Power per Iberdrola el novembre de 2006, que va culminar amb l'absorció d'aquesta companyia l'abril del 2007. L'operació va crear la tercera utility d'Europa.
- Adquisició de la companyia americana Energy East per Iberdrola el 2008.

L'Arxiu Històric d'Iberdrola manté la informació de la història de la indústria elèctrica d'Espanya.

## Presidents de la companyia
Presidents d'Hidrola:
- José Luis de Oriol y Urigüen (1907-1941)
- José María d'Oriol y Urquijo (1941-1960)
- Iñigo d'Oriol Ybarra (1960-1992)

Presidents d'Iberduero
- Pere de Careaga i Baseabe, Comte de Cadagua (? -1.977)
- Pere de Areitio (1977-1981)
- Manuel Gómez de Pablos (? -1.992)

Presidents d'Iberdrola
- Iñigo d'Oriol Ybarra, primer president d'Iberdrola (1992-2005)
- Ignacio Sánchez Galán president d'Iberdrola (2005)

## Actius a Espanya
Centrals nuclears
Explota individualment, o en conjunció amb altres companyies, les següents centrals nuclears:
- Santa Maria de Garoña
- Almaraz
- Cofrents
- Vandellòs II
- Ascó II

Centrals tèrmiques de cicle convencional
Pel que fa a centrals tèrmiques de cicle convencional, és propietària de les centrals tèrmiques de:
- C. T. de Santurce,[7] a Biscaia, que té tres grups que sumen una potència total 936 MW i està en servei des de 1967
- C. T. de Castelló, a Castelló de la Plana, amb un únic grup de 540 MW en servei des de 1972 (inicialment tenia dos però un d'ells no es troba en servei des de fa pocs anys)
- C. T. d'Escombreras, a Múrcia, amb dos grups de 290 MW que es troben en servei des de 1966 i 1968 respectivament (va arribar a comptar amb cinc grups, dels quals, el primer dels tres restants, que sumaven 280 MW, va ser posat en servei el 1956 i els altres dos el 1957)
- C. T. d'ACEC, a Toledo, de titularitat compartida al 50% amb Unión Fenosa i els dos grups de 315 MW van ser posats en servei el 1969 i 1970 respectivament

Aquestes tipus de centrals utilitzen fueloil com a combustible principal i gasoil com a secundari (principalment durant l'arrencada), a excepció de la de Santurce i el grup I de ACEC, la instal·lació de gasoil està inutilitzada perquè els seus dos grups poden ser alimentats amb gas natural.
D'altra banda, Iberdrola també és propietària de tres centrals més de cicle convencional que utilitzen carbó com a font principal d'energia (tot i que admeten també fueloil i gasoil). Són les de:
Central tèrmica de Velilla.

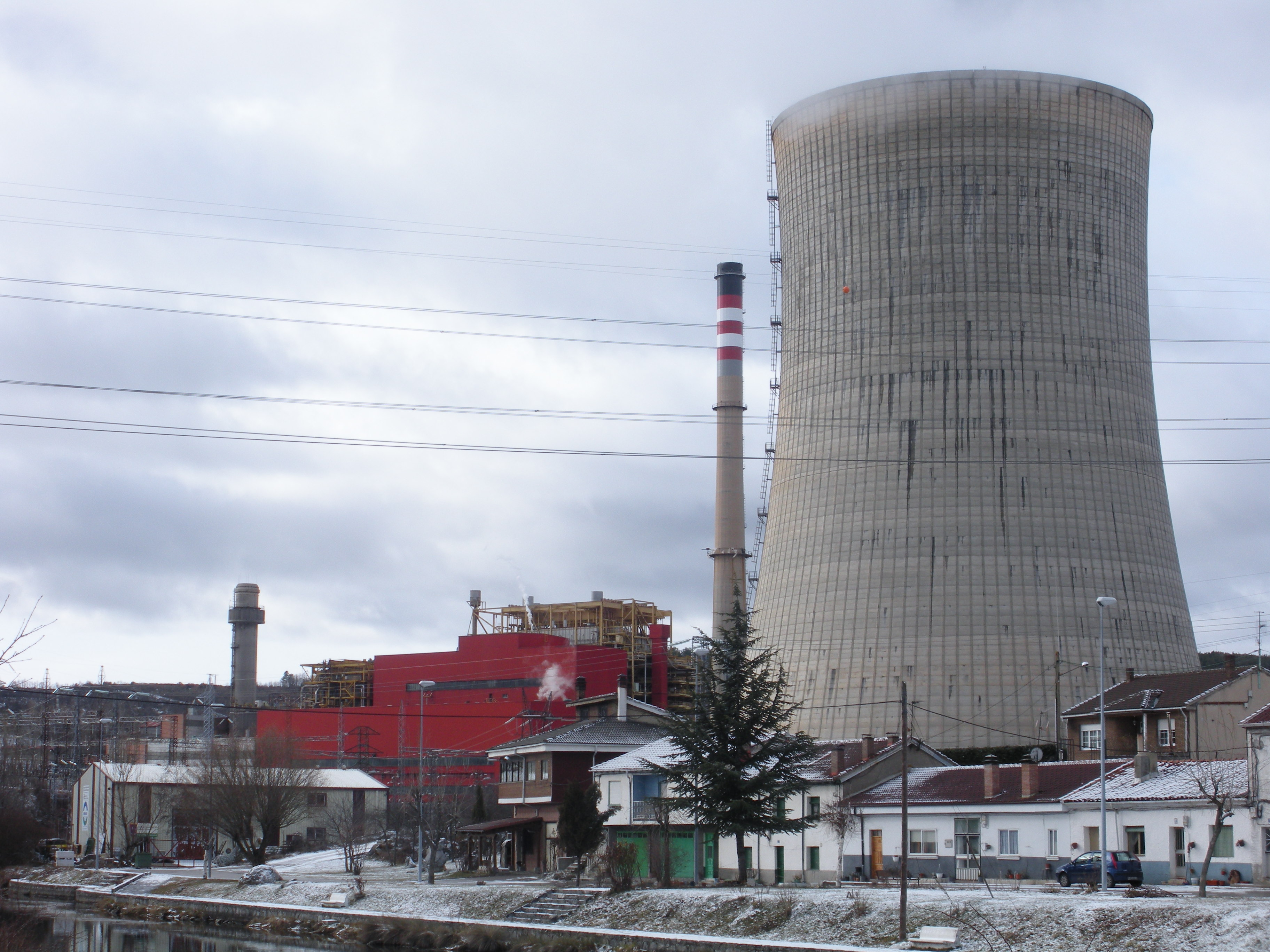
Central térmica de Velilla

- C. T. de Velilla, en Velilla del Río Carrión (Palència), que té dos grups de 148 i 350 MW en funcionament des del 1964 i 1984 respectivament.
- C. T. de Lada, a Llangréu (Astúries), que va arribar a comptar amb 4 grups tot i que actualment només té un 155 i un altre de 350 MW posats en funcionament el 1967 i 1981 respectivament.
- C. T. de Pasaia, a Pasaia (Guipúscoa) amb un únic grup de 214 MW posat en funcionament el 1967.

En el moment de la constitució d'Iberdrola, Iberduero comptava amb la titularitat de les centrals de Santurce, Pasaia i Velilla del Río Carrión. Havia estat posada en marxa sota la denominació de Tèrmiques del Nord, Terminor, i que compartia titularitat amb Electra de Viesgo; la participació va ser comprada per Iberduero el 1984. A més, comptava també entre els seus actius amb la "Central Tèrmica de Burceña", ubicada erròniament a Bilbao en alguns documents, però realment està situada a la localitat limítrofa de Barakaldo; va ser construïda el 1905 però està inactiva des de 1985. El febrer de 2002, Iberdrola va sol·licitar al Ministeri d'Economia el tancament d'aquesta central, autorització concedida l'agost del mateix any.
Per la seva banda, Hidroelèctrica Espanyola comptava amb la titularitat de les centrals d'Escombreras, Castelló, Lada i ACEC, la titularitat compartia amb Unión Fenosa. Lasa l'havia adquirit el 1981 a la Companyia elèctrica Llangréu, radicada a Astúries i que també era propietària d'un terç de la Central tèrmica de Soto Ribera.
Iberdrola posseeix a més centrals hidroelèctriques especialment a la conca del Duero i als Pirineus (aportades per Iberduero) i les conques dels riu Tajo, riu Segura, etc. (aportades per Hidroelèctrica Espanyola).

### Centrals tèrmiques de cicle combinat
La seva filial d'enginyeria IBERINCO ha construït les seves centrals de cicle combinat, que són:
- C. T. de Castejón 2, a Castejón (Navarra), amb 386 MW.
- C. T. de Castelló, a Castelló, dos grups amb 1.650 MW en total.
- C. T. de Santurtzi, a Santurtzi (Biscaia), amb 402 MW.
- C. T. Tarragona Power, a Tarragona, amb 424 MW.
- C. T. d'Arcos de la Frontera, a Arcos de la Frontera (Cadis), dos grups amb 1.613 MW.
- C. T. Badia de Biscaia, a Zierbena (Biscaia), de 780 MW, compartida amb tres altres operadors: EVE, Repsol i BP al 25% cadascun.
- C. T. d'ACEC, a Villaseca de la Sagra (Toledo), de 391 MW.
- C. T. d'Escombreras, a Cartagena (Múrcia), amb 831 MW.

Ha rebut, a més, la llicència per construir deu centrals més d'aquest tipus.

## Energies renovables
La seva filial anomenada Iberdrola Renovables S.A., amb seu a València (Passeig de l'Albereda), cotitza en borsa i el 2008 va assolir una capacitat de 8.164 MW, dels quals 7.822 MW corresponen a parcs eòlics i 342 MW a centrals minihidràuliques.
La seva presència a l'estranger es tradueix en 3.483 MW eòlics, dels quals 2.392 MW s'ubiquen als Estats Units i 428 MW al Regne Unit i la resta 663 MW se situen fonamentalment a Europa, on destaca l'aportació de Grècia -217 MW-; França -154 MW-; Polònia -160,5 MW-; Alemanya -63 MW-i Portugal -56 MW-.

## Consell d'Administració
Componen el Consell d'Administració 14 membres:
| Càrrec                        | Nom                              | Grup    |
| ----------------------------- | -------------------------------- | ------- |
| President i Conseller Delegat | José Ignacio Sánchez Galán       |         |
| Vicepresident                 | Víctor de Urrutia Vallejo        |         |
| Vocal                         | Ricardo Álvarez Isasi            |         |
| Vocal                         | José Ignacio Berroeta Echevarria |         |
| Vocal                         | Julio de Miguel Aynat            |         |
| Vocal                         | Sebastián Battaner Arias         |         |
| Vocal                         | Xabier de Irala Estévez          | BBK     |
| Vocal                         | Iñigo Víctor de Oriol Ibarra     |         |
| Vocal                         | Inés Macho Stadler               |         |
| Vocal                         | Braulio Medel Cámara             |         |
| Vocal                         | José Luis Olivas Martínez        | Bancaja |
| Vocal                         | Samantha Barber                  |         |
| Vocal                         | María Helena Antolín Raybaud     |         |
| Vocal                         | Santiago Martínez Lage           |         |

Com a accionistes significatius cal destacar:
| Societat                                        | % de participació |
| ----------------------------------------------- | ----------------- |
| Actividades de Construcciones y Servicios (ACS) | 12,00%            |
| BBK                                             | 6,64%             |
| Bancaja                                         | 5,74%             |